# Catedral de San Antonio (Salgueiro)
La Catedral de San Antonio (en portugués: Catedral de Santo Antônio) es una iglesia católica situada en Salgueiro, Estado de Pernambuco en el país sudamericano de Brasil. Desde el 12 de octubre de 2010, que es la catedral católica de la diócesis de Salgueiro.
Se dice que su fundación, coincidiendo con la ciudad, se inició en 1835, cuando el niño Raimundo de Sá se perdió cuando sólo tenía tres años de edad. Después de varias búsquedas, su madre prometió a San Antonio construirle una capilla si el niño era encontrado sano y salvo. En el lugar donde fue encontrado el niño comenzó la construcción de una capilla que solo se terminó alrededor de 1838. La noticia del incidente se propagó y peregrinos de todas partes acudieron al sitio. A medida que aumentaron las peregrinaciones fueron surgiendo nuevos hogares.